# Андрю Никъл
Андрю Никъл (на английски: Andrew Niccol) (роден на 10 юни 1964 г.) е новозеландски режисьор, сценарист и продуцент (в киното и телевизията).
Сред филмите по негов сценарий са „Гатака“ (1997), „Шоуто на Труман“ (1998) и „Дилъри на време“ (2011).